# مخروط‌سانان
مخروط‌سانان (نام علمی: Echinacea) نام یک سرده از زیرخانواده کاسنیان آستروئیده است. این سرده جزء گیاهان استفاده شده در داروهای آمریکایی‌های بومی بوده‌است. این گیاه دارای ریشه ی قوی و پایا بوده و برگ‌های آن بیضی شکل نیزه‌ای و کشیده و نوک تیز است و اگر دست را بر آن بمالید زیر و خشن می‌باشد. گل‌های آن به رنگ ارغوانی و شرابی است که روی ساقه‌هایی به طول ۱ تا ۱٫۵ متر قرار دارند، قسمت دایره‌ای مرکزی گل به رنگ قهوه‌ای روشن و مخروطی شکل به قطر حدود دوازده سانتی‌متر می‌باشد. گل‌های زیبای آن در اواخر تابستان و اوایل پاییز باز می‌شوند. ریشه و ساقه زیرزمینی ضخیم آن سیاه و قابل خوردن است. این گیاه، بومی آمریکای شمالی است که در سال ۱۷۷۹ به اروپا برده شد.

## خواص
خون را تصفیه کند، ضد سرطان است ، آرتروز و رماتیسم را درمان می‌کند برای تحریک و کمک به سیستم دفاعی بدن و مبارزه با عفونت‌ها مؤثر است، و برای درمان:
- سرماخوردگی
- آنفلونزا
- عفونت‌های مثانه
- ورم لوزه ها
- آبله
- سرخک
- جوش ها
- کورک ها
- گوش درد

مؤثر است. همچنین اگر آب جوشانده آن را دهانشویه کنید، برای کاهش درد دندان، ضد عفونی کردن دهان و رفع ناراحتی‌های لثه نافع است. همچنین ضماد آن برای التیام:
- زخم ها
- بریدگی ها
- پسوریازیس
- اگزما
- نیش حشرات
- مارگزیدگی
- گاز جانوران سمی
- التهاب ها

مفید می‌باشد.

## عوارض
مصرف ریشه ی این گیاه برای زنان باردار و مادران شیرده مضر است.